# Julius Boethke

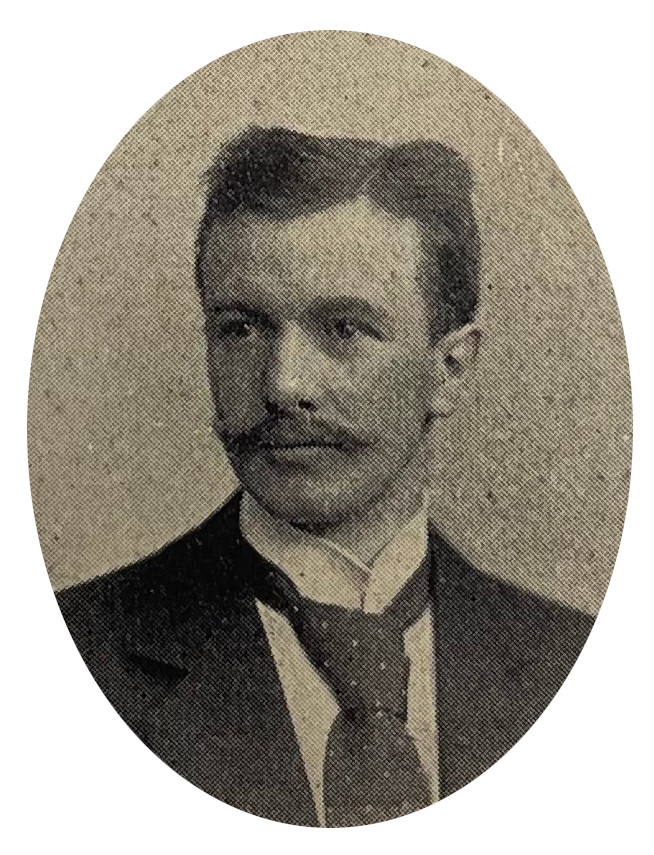
Julius Boethke (vor 1897)

Julius Boethke (* 21. März 1864 in Konitz, Provinz Westpreußen; † 25. Mai 1917 in Berlin) war ein deutscher Architekt und preußischer Baubeamter.

## Leben und Wirken
Sein Vater war der Architekt Emil Boethke (1828–1896), der als Baubeamter in der Militärbauverwaltung tätig war. Sein Onkel mütterlicherseits war der Berliner Architekt Wilhelm Böckmann. Nach seinem Studium und dem ersten Staatsexamen trat er den Vorbereitungsdienst als Regierungsbauführer (Referendar in der öffentlichen Bauverwaltung) an und arbeitete für den Architekten Ludwig Hoffmann, bei dem er an den Arbeiten für das Reichsgerichtsgebäude in Leipzig beteiligt war. 1890 gewann Boethke den Schinkelpreis für seinen Entwurf zu einer Hochschule für Musik. 1891 wurde Julius Boethke nach dem bestandenen zweiten Staatsexamen zum Regierungsbaumeister im Hochbaufach (Assessor in der öffentlichen Bauverwaltung) ernannt und war bei der Militärbauverwaltung in Berlin tätig, wo er mit Baumaßnahmen für größere Kasernenanlagen beschäftigt war. Boethke leitete bis 1899 die Neubauten der Kasernen für das Kaiser Alexander Garde-Grenadier-Regiment Nr. 1 am Kupfergraben. Auch am Umbau der Berliner Garnisonkirche war er beteiligt.

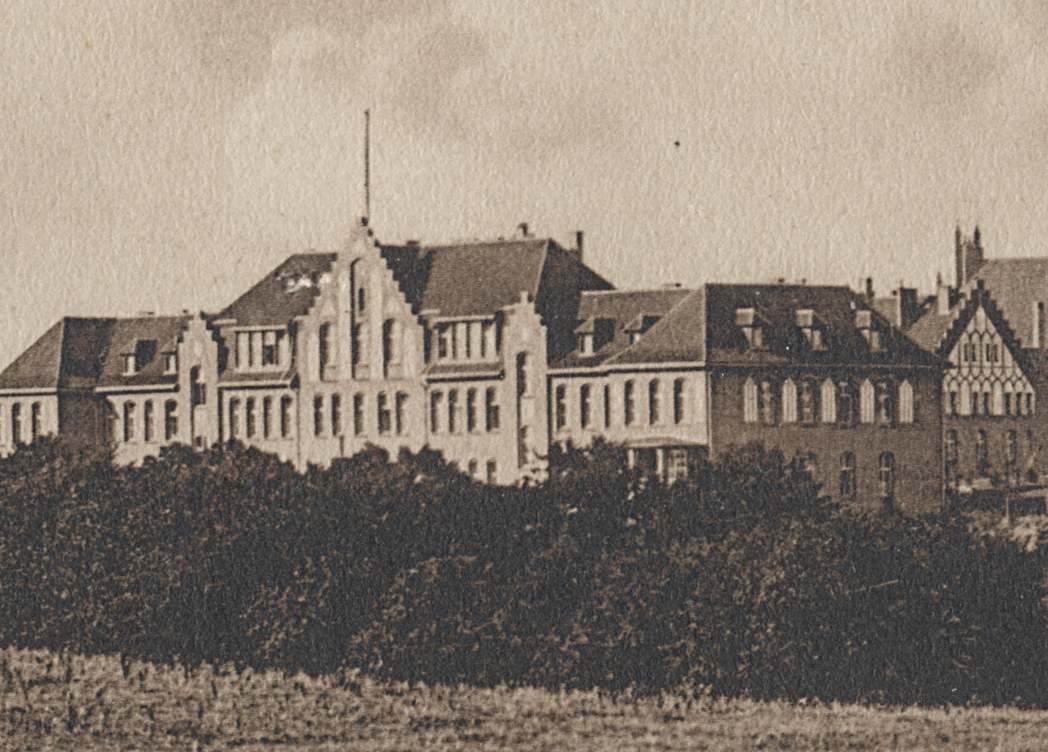
Marinelazarett in Flensburg-Mürwik

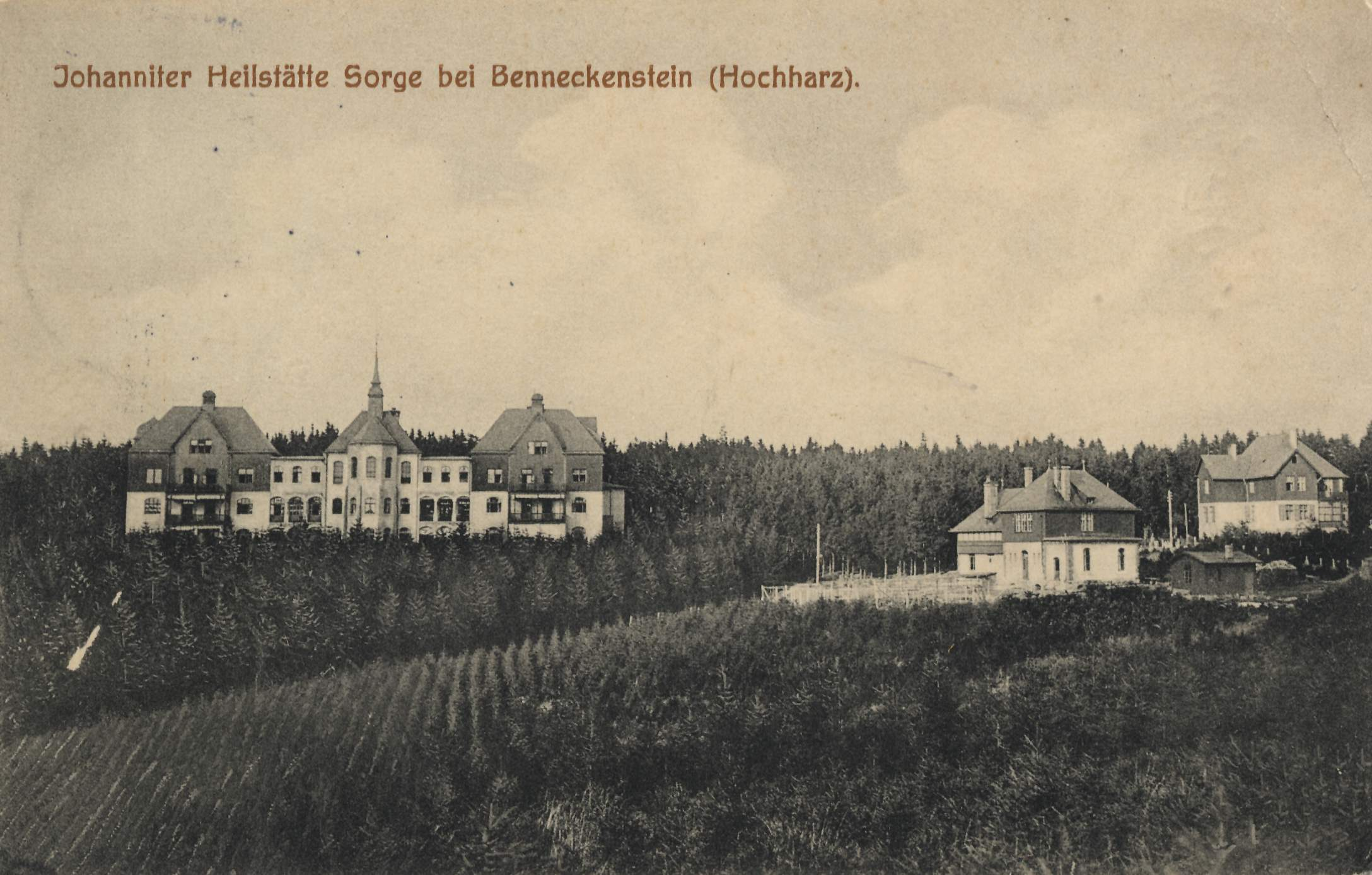
Johanniter-Heilstätte in Sorge im Harz

Danach verließ er den Staatsdienst und arbeitete von 1899 bis 1913 mit dem Architekten Heino Schmieden (1835–1913) zusammen, ab 1901 als dessen Teilhaber. Mit Schmieden plante und baute er zahlreiche Gebäude – insbesondere Krankenhäuser, für die Schmieden schon seit seiner Büropartnerschaft mit Martin Gropius als Experte galt. Seit dem Jahr 1907 arbeitete Heinrich Schmieden, der Sohn von Heino Schmieden, im Büro Schmieden & Boethke mit. So erfolgten 1907 die Planungen für ein Lazarett der Kaiserlichen Marine in Flensburg-Mürwik bereits unter Mitarbeit von Heinrich Schmieden. Heino Schmieden zog sich seitdem schrittweise aus dem Büro zurück. Die Namensähnlichkeit von Vater und Sohn Schmieden führte dazu, dass deren Werkanteil bzw. Urheberschaft in dieser Zeit nicht immer eindeutig zuzuordnen sind. Nach dem Tod des Vaters übernahm Heinrich Schmieden den väterlichen Anteil des Büros und arbeitete weiter mit Julius Boethke zusammen. Julius Boethke publizierte in verschiedenen Fachzeitschriften. Einige seiner Abhandlungen flossen in umfassende Lehrwerke ein. Daneben war er auch aktives Mitglied im Architekten-Verein zu Berlin, in der Vereinigung Berliner Architekten (VBA) und im Bund Deutscher Architekten (BDA). Nach Beginn des Ersten Weltkriegs leitete er über mehrere Monate als Hauptmann des 2. Garde-Grenadier-Landwehr-Infanterie-Regiments Heerestransporte durch die Reichshauptstadt. 1916 wurde er zum a. o. Mitglied der Preußischenen Akademie des Bauwesens ernannt. 1917 starb Boethke in Folge eines Herzleidens.

## Auszeichnungen
Julius Boethke wurde mit dem preußischen Kronen-Orden III. Klasse, dem preußischen Roten Adler-Orden IV. Klasse und dem Ritterkreuz des mecklenburgischen Greifenordens ausgezeichnet. Er erhielt 1909 die Königliche Krone zum Roten Adler-Orden für die Arbeit an den Plänen des Marinelazaretts Flensburg-Mürwik. Nach seiner Tätigkeit für die Kaiserliche Marine wurde ihm zudem 1912 der Titel eines Kaiserlichen Baurats verliehen.

## Bauten und Entwürfe
- 1898–1902: 1. Bauabschnitt der Beelitzer Heilstätten in Beelitz (gemeinsam mit Heino Schmieden)[1]
- 1900–1902: Johanniter-Heilstätte Sorge in Sorge im Harz (gemeinsam mit Heino Schmieden)[8][1]
- 1901–1904: Städtisches Krankenhaus in (Berlin-)Charlottenburg[1]
- 1901–1904: Auguste-Viktoria-Knappschaftsheilstätte in Beringhausen bei Meschede[1]
- um 1904: Heilstätte für Lunkenkranke in Obornik (Bauleitung durch Emil Zillmann)[1]
- um 1904: Heilstätte für Lunkenkranke der Preußisch-Hessischen Eisenbahngemeinschaft auf dem Moltkefels bei Schreiberhau im Riesengebirge[1]
- um 1904: Heilstätte für Lunkenkranke der Preußisch-Hessischen Eisenbahngemeinschaft in Melsungen[1]
- um 1904: Lungenheilstätte in Holsterhausen an der Ruhr[1]
- um 1904: Krankenhaus der Johanniter in Altena[1]
- 1906–1912: Landes-Heil- und Pflegeanstalt Herborn (gemeinsam mit Heino Schmieden und vermutlich mit dessen Sohn Heinrich Schmieden)[1]
- 1907–1909: Städtische Krankenanstalt Essen (gemeinsam mit Heino Schmieden)
- 1907–1909: Johanniterkrankenhaus in Altena in Westfalen (gemeinsam mit Heino Schmieden)[9]
- 1907–1910: Marinelazarett mit Chefarztvilla in Flensburg-Mürwik (gemeinsam mit Heino Schmieden sowie Mitarbeit von Heinrich Schmieden; unter Denkmalschutz)[1][5]
 Das Lazarett entstand im Zusammenhang mit der Marineschule Mürwik.
- 1908–1909: Kasino des Offizierscorps der Landwehr-Inspektion in (Berlin-)Charlottenburg (gemeinsam mit Heino Schmieden)
 Das Gebäude steht unter Denkmalschutz und dient heute als Museum für Fotografie.
- um 1910: Erweiterungsbau des großherzoglichen Carolinenstifts in Neustrelitz (gemeinsam mit Heino oder Heinrich Schmieden)[1]
- um 1910: Operationsräume im Zentral-Diakonissenanstalt Bethanien (gemeinsam mit Heino oder Heinrich Schmieden)[1]
- 1912–1914: Oskar-Helene-Heim in Berlin (gemeinsam mit Heinrich Schmieden)
- 1913–1915: Johanniter-Krankenhaus Friedrich-Wilhelm-Stift in Bonn (gemeinsam mit Heinrich Schmieden)[10]

## Schriften (Auswahl)
- Die neuen Vorschriften über Anlage, Bau und Einrichtung von Kranken-, Heil- und Pflegeeinrichtungen usw. In: Zentralblatt der Bauverwaltung. Nr. 66, 1911, S. 410–411 (zlb.de).
- Wirtschaftliches über den Krankenhausbau. F. Leineweber, Leipzig 1911.
- (mit Adolf Baginsky und Heino Schmieden): Der Ausbau des städtischen Kaiser- und Kaiserin-Friedrich-Kinderkrankenhauses in Berlin. 1912.